# TNFAIP8L3
TNFAIP8L3 (англ. TNF alpha induced protein 8 like 3) – білок, який кодується однойменним геном, розташованим у людей на 15-й хромосомі. Довжина поліпептидного ланцюга білка становить 292 амінокислот, а молекулярна маса — 32 659.
| 10         |  | 20         |  | 30         |  | 40         |  | 50         |
| ---------- |  | ---------- |  | ---------- |  | ---------- |  | ---------- |
| MGKPRQNPST |  | LVSTLCEAEP |  | KGKLWVNGYA |  | GTQGTRDATL |  | QTRLIPLSFH |
| LQRGKGLAAP |  | LSALSAPRLP |  | ERPADGRVAV |  | DAQPAARSMD |  | SDSGEQSEGE |
| PVTAAGPDVF |  | SSKSLALQAQ |  | KKILSKIASK |  | TVANMLIDDT |  | SSEIFDELYK |
| VTKEHTHNKK |  | EAHKIMKDLI |  | KVAIKIGILY |  | RNNQFSQEEL |  | VIVEKFRKKL |
| NQTAMTIVSF |  | YEVEYTFDRN |  | VLSNLLHECK |  | DLVHELVQRH |  | LTPRTHGRIN |
| HVFNHFADVE |  | FLSTLYSLDG |  | DCRPNLKRIC |  | EGINKLLDEK |  | VL         |

A: Аланін

C: Цистеїн

D: Аспарагінова кислота

E: Глутамінова кислота

F: Фенілаланін

G: Гліцин

H: Гістидин

I: Ізолейцин

K: Лізин

L: Лейцин

M: Метіонін

N: Аспарагін

P: Пролін

Q: Глутамін

R: Аргінін

S: Серин

T: Треонін

V: Валін

W: Триптофан

Задіяний у таких біологічних процесах, як транспорт, транспорт ліпідів. 
Локалізований у клітинній мембрані, цитоплазмі, мембрані.